# شهرستان لینگچیو
شهرستان لینگچیو (به لاتین: Lingqiu County) یک منطقهٔ مسکونی در چین است که در داتونگ واقع شده‌است.